# Rue d'Arménie (Lyon)
Pour les articles homonymes, voir Rue d'Arménie.
La rue d'Arménie est une voie publique du 3e arrondissement de la ville de Lyon, en France.

## Situation
La rue est située dans le sud-ouest du 3e arrondissement et s'étend d'est en ouest de la rue Garibaldi à la rue Vendôme.

## Histoire
À l'origine, elle constitue une portion de la rue du Pensionnat, attestée depuis 1845.
Par une délibération du conseil municipal en date du 7 octobre 1974, le tronçon ouest de celle-ci est détaché et renommé « rue d'Arménie » en hommage à la communauté arménienne de la ville. Elle est inaugurée le 8 octobre 1977 par Francisque Collomb, maire de Lyon.

## Monuments et bâtiments
La rue est essentiellement bordée d'immeubles d'habitation, dont les plus anciens remontent aux années 1930. Elle comprend également plusieurs lieux emblématiques de la communauté arménienne :
- l'église arménienne Saint-Jacques au no 40 ;

- l'école Markarian-Papazian ;

- l'espace culturel Garbis-Manoukian ;

- le square Pelloux situé à l'intersection avec la rue Villeroy.

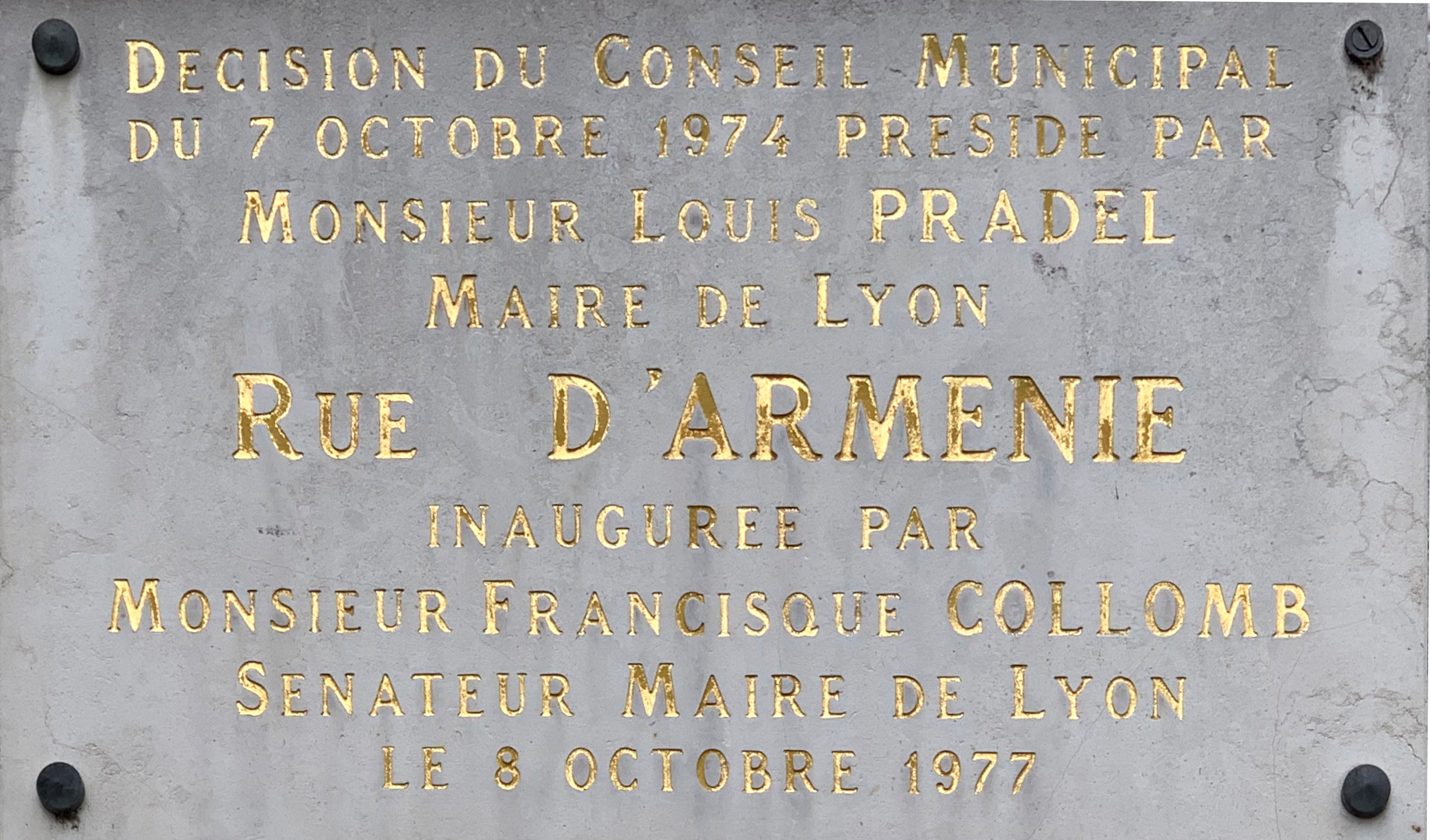
Plaque de l'inauguration de la rue, le 8 octobre 1977.
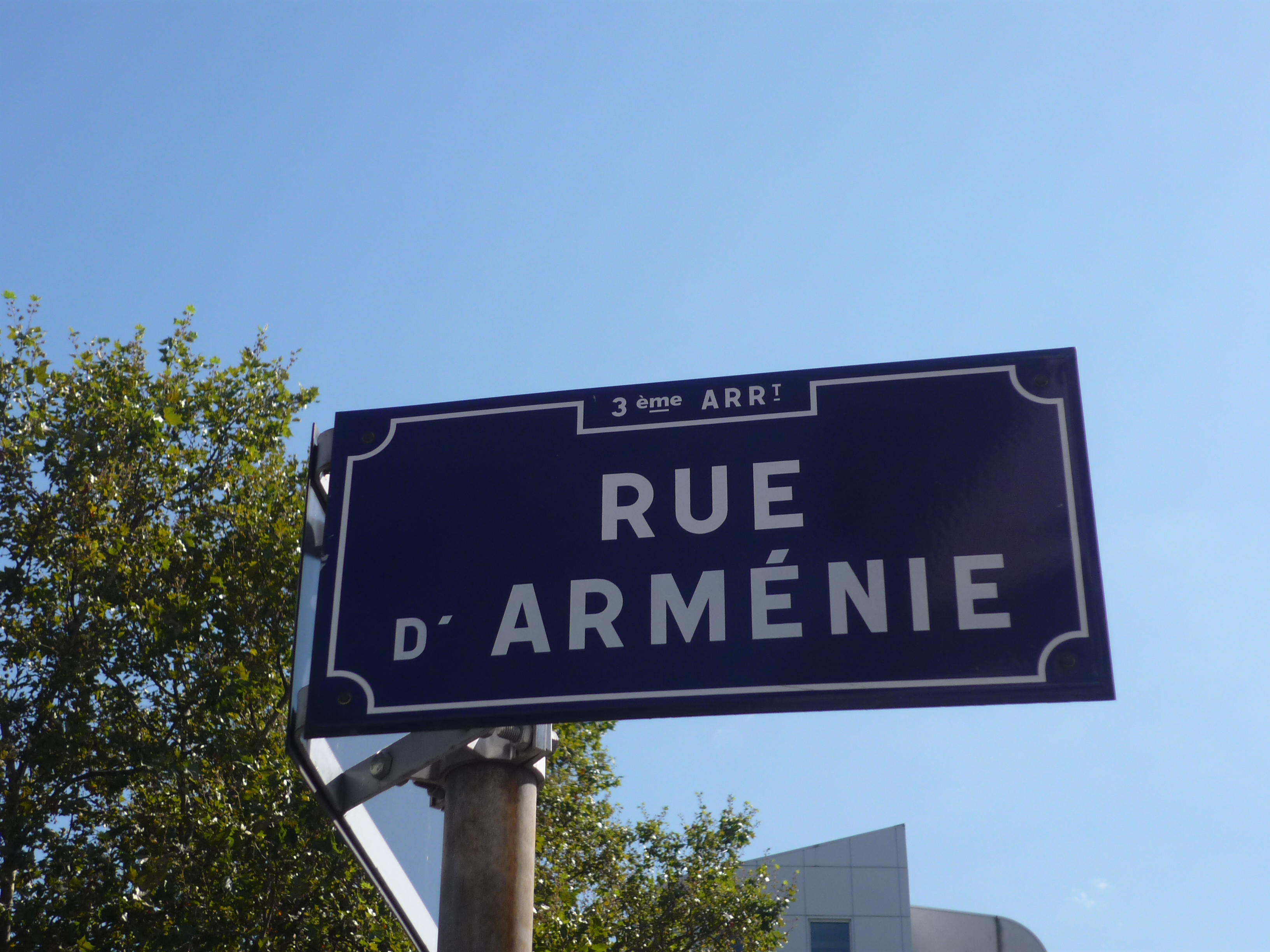
Plaque de la rue d'Arménie.
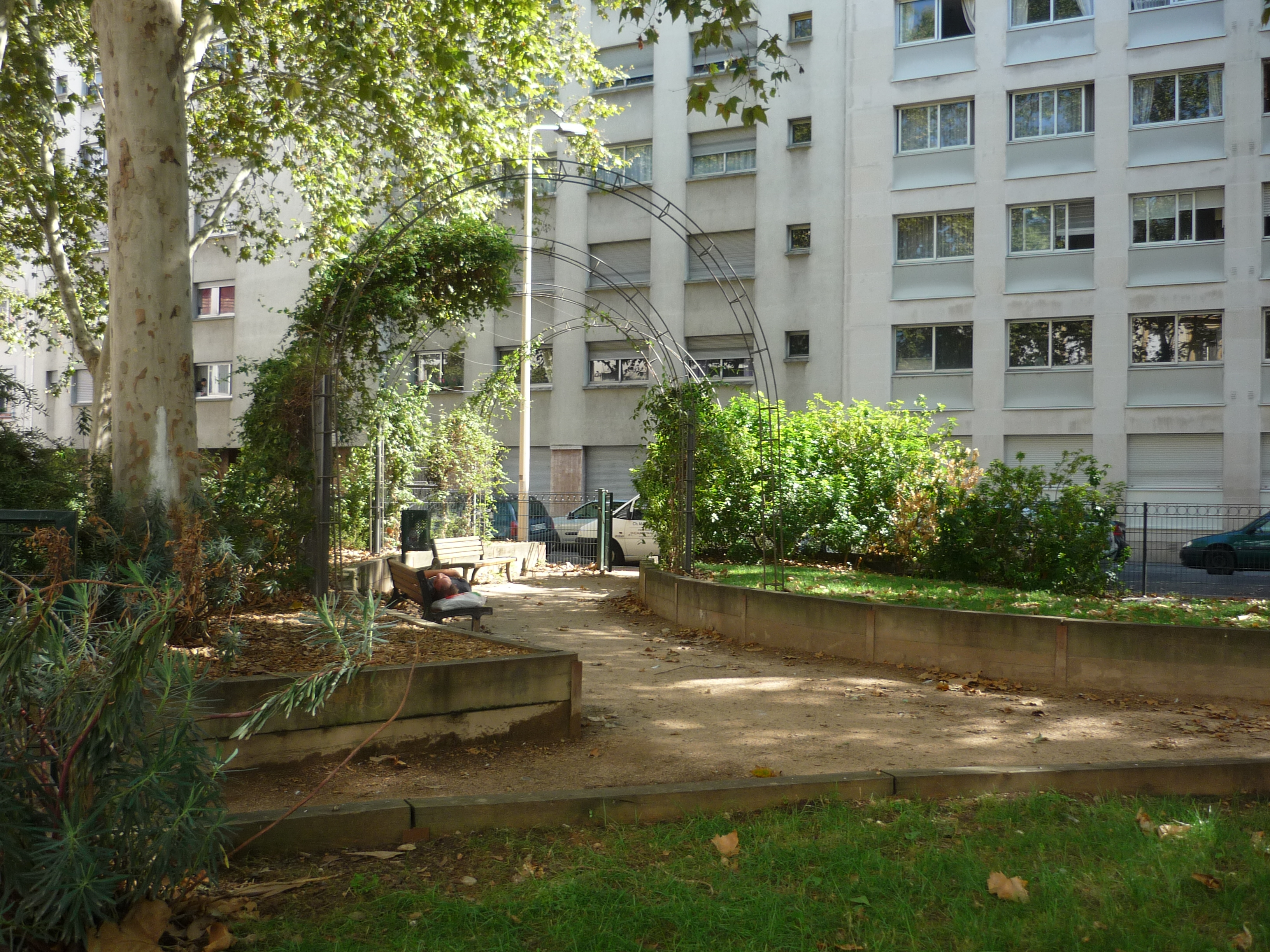
Vue du square Pelloux.